# گوروگاما
گوروگاما (به لاتین: Gurugama) یک منطقهٔ مسکونی در سری‌لانکا است که در استان مرکزی (سری‌لانکا) واقع شده‌است.